# 생쉴피스 성당

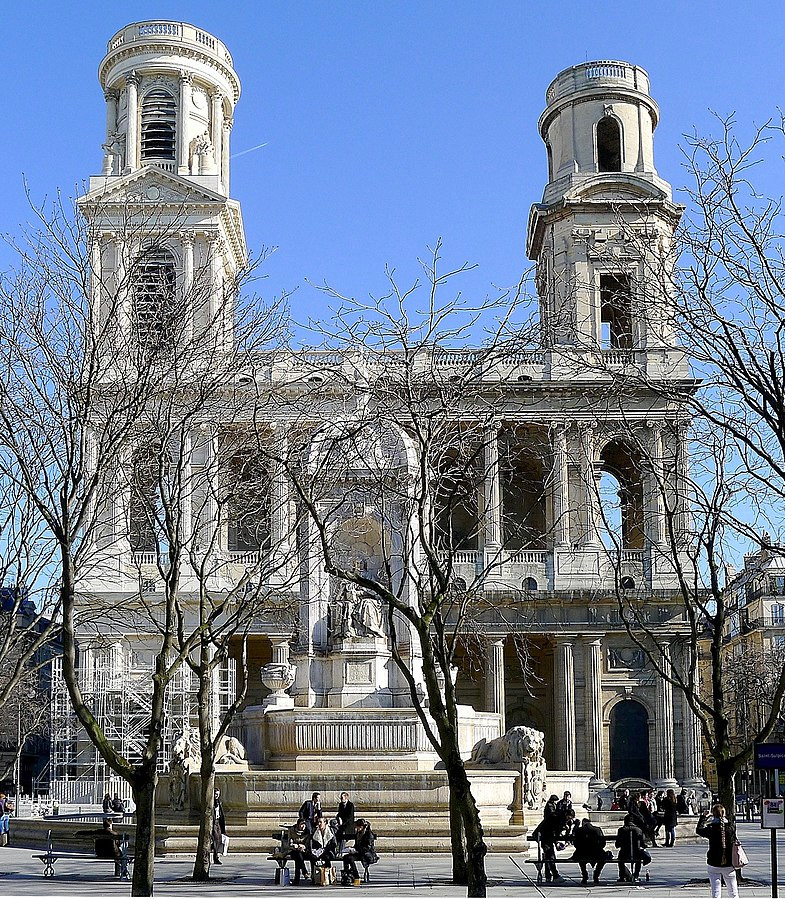

생쉴피스 성당(프랑스어: Saint-Sulpice, 영어: Church of Saint-Sulpice, Paris)은 프랑스 파리의 로마가톨릭 교회이다. 노트르담 대성당보다 규모가 조금 더 작으며 파리에서 2번째로 큰 성당이다. Sulpitius the Pious에 헌정되었다. 이 지역의 두 번째 성당인 현재의 건물 건축은 1646년 시작되었다.

## 이미지 갤러리

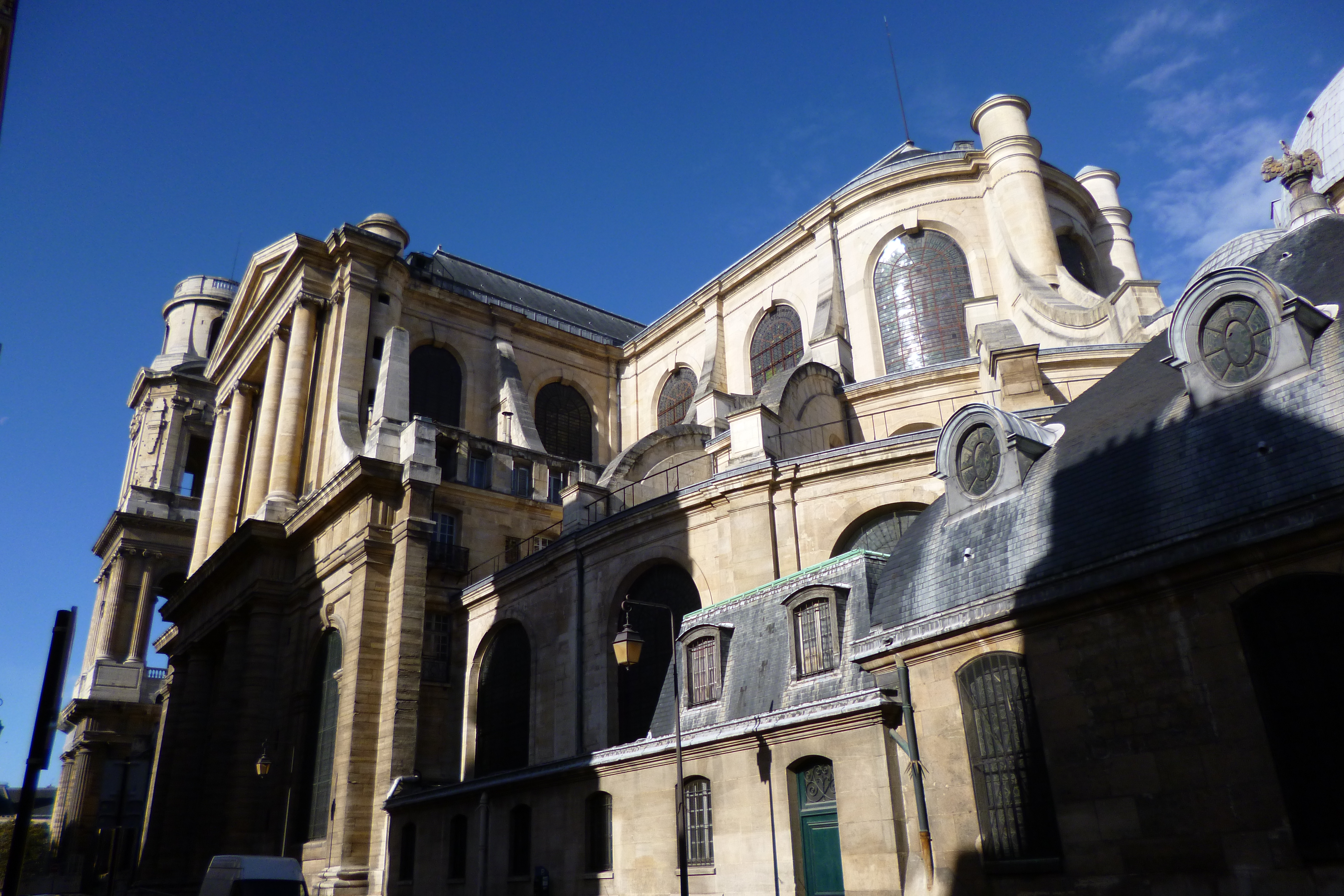
생쉴피스 성당의 남쪽
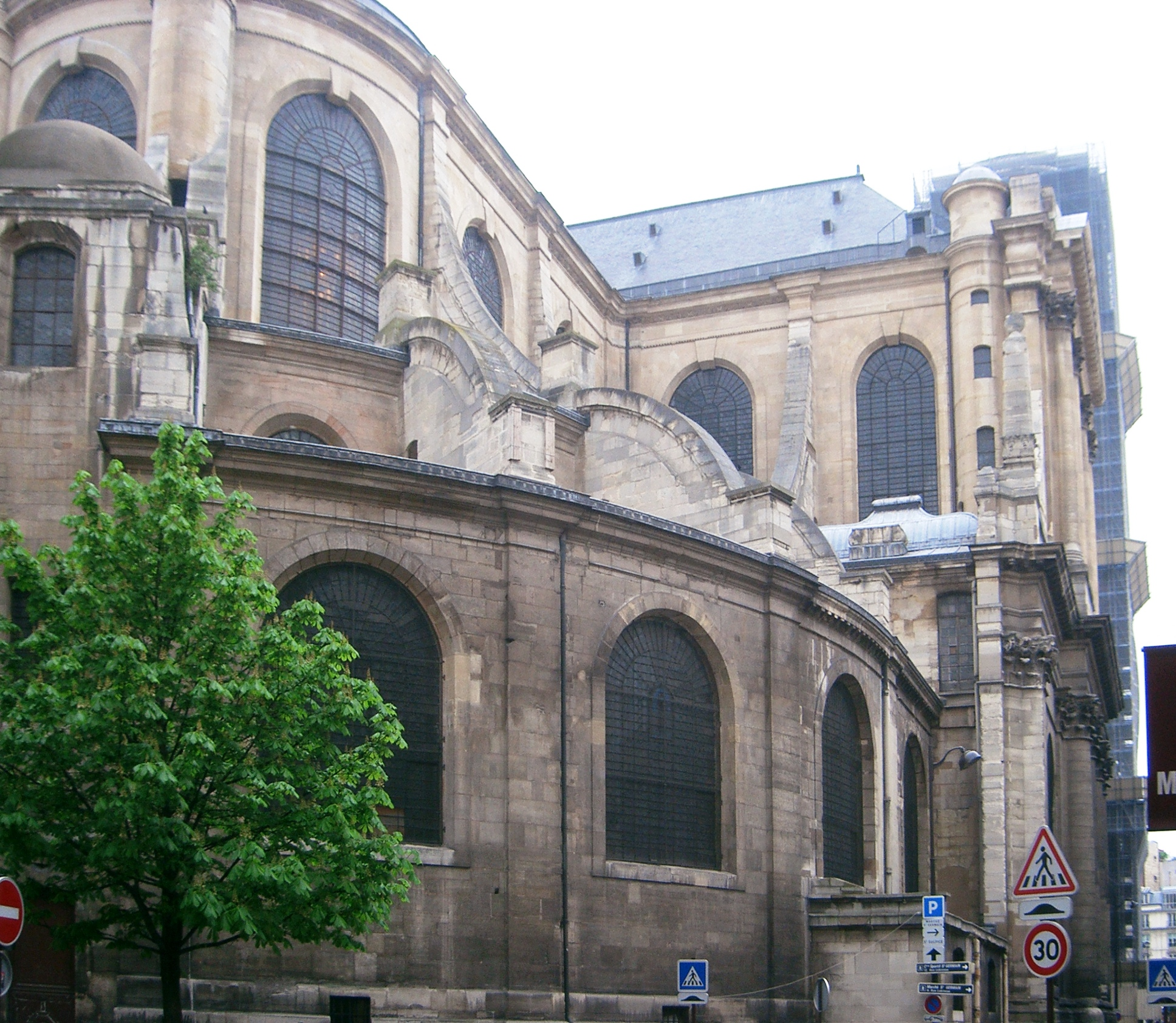
북동쪽에서 바라본 성가대실
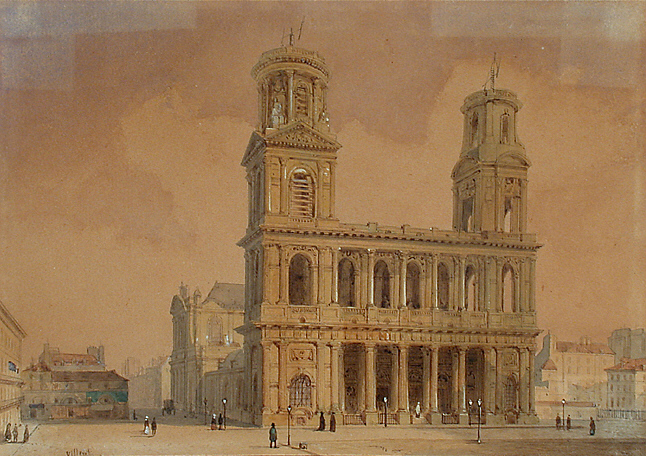
수채화 그림